# Три поворота
Три поворота колеса Дхармы, Трипариварта (санскр. त्रिपरिवर्त, IAST: tri-parivarta; кит. 三轉, сань-чжуань; яп. サンテン сантэн; вьет. tam chuyển; кор. 삼전, самджон) — уровни постижения учения буддизма.

## Три аспекта учения
Иногда различают три аспекта даяния учения Буддой Шакьямуни, как «повороты колеса Дхармы»:
1. Указывающий (яп. 時点, дзитэн) (то есть утверждение Четырёх Благородных Истин). Предназначен для людей с наивысшими способностями, способными постигать по краткому определению.
2. Назидательный (яп. 観点, кантэн) (напр. страдание должно быть обнаружено). Предназначен для людей с обычными способностями, способными постигать благодаря изучению.
3. Наглядный (яп. 焦点, сё: тэн) (напр. «Я преодолел страдание и т. д.»). Предназначен для людей с меньшими способностями, вдохновляющихся и способными следовать наглядным примерам.

## Школы Махаяны

### Интерпретации Мадхьямакахридаи
Согласно Мадхьямакахридае можно выделить три поворота колеса дхармы соответственно глубине постижения. Существует две интерпретации поворотов — первая принадлежит Бхававивеке и вторая Мадхьямикам (Дхармапала и др.)

#### Интерпретация Бхававивеки
1. Первый поворот учения относился к учению Четырёх Благородных Истин и предназначался для шраваков. Были даны учения отсутствия субстанции у личности (пудгаланайрамтья), но не было дано учений отсутствия субстанции у дхарм (дхарманайрамтья). Таким образом, это были поверхностные учения.
2. Второй поворот соответствует учению Махаяны о признаках, и основан на Самдхинирмочана сутре, но все ещё говорит о восприятии сущностей. Таким образом, это все ещё не глубокие поучения.
3. Третий поворот соответствует учению Махаяны об отсутствии признаков и основан на праджняпарамитских сутрах. Следовательно, это глубочайшие поучения, так как они учат пустоте всех дхарм.

#### Интерпретация Мадхьямиков
Дхармапала и другие отстаивают следующую интерпретацию основываясь на своих агамах.
1. Будда учил благородным истинам во время первого поворота.
2. Учению отсутствия признаков во время второго поворота.
3. И Учению высшего смысла во время третьего поворота.

Оба последних поворота говорят об отсутствии признаков, поэтому здесь нет различия в глубине. Единственная причина для их различения двух (типов) сутр (Самдхинирмочана сутры и праджняпарамитских сутр) на учения окончательного смысла (нитартха), и требующие интерпретации (нейартха), это то, что отсутствие субстанции у сущностей (нихсвабхававата) имеют три аспекта, которые хорошо разъяснены в нитартха сутрах, благодаря ясности с которой там объяснена логика существования и несуществования. И хотя праджняпарамита сутры тоже учат нихсвабхавате всех дхарм, там все ещё есть не раскрытые аспекты требующие интерпретации.

### Интерпретация Йогачары
Учение о трех поворотах в Йогачаре впервые дается в Самдхинирмочана сутре. Идея такова, Будда давал весьма различные поучения в зависимости от различных способностей слушающих. Таким образом учения восходят от специфичных противоядий (пратипакша, санскр. प्रतिपक्ष, IAST: pratipakṣa) против отдельных ошибочных взглядов, до всесторонних учений, с подробными разъяснениями того что ранее только подразумевалось.
1. Первый поворот — Четыре Благородные Истины (Никая) и Абхидхарма.
  - Акцент на дхармах, скандхах и т. д. и «сокрытие» пустотности, что может привести к этерналистическим взглядам.
2. Второй поворот — Учения Мадхьямаки (срединного пути).
  - Акцент делается на отрицании, и «сокрытие» положительных качеств Дхармы. Что может привести к нигилизму.

Оба предыдущих поворота считаются «требующими разъяснений» (neyārtha).
1. Третий поворот — Учения Виджнянавады (учение о сознании). В котором все явно объясняется (nītārtha).
  - Так, основной темой третьего поворота становится учение о «только сознании» — читтаматра. Согласно этому учению всё феноменальное бытие происходит из ума, который, в свою очередь, происходит из «единого ума» — экачитта, а потому зовется «творцом всего». Эта идея раскрывается в таких сутрах как Аватамсака, Шрималадевисинханада и Ланкаватара.

## Школы Единой колесницы
Школы Единой колесницы (то есть школы Лотосовой сутры, напр. Сан-Лун, Хуаянь) разделяют повороты колеса учения соответственно следующим стадиям :
1. Коренной поворот: первая фаза — период Аватамсака сутры. Это учение предназначалось для бодхисаттв.
2. Производный поворот: вторая фаза — с периода Агама сутр вплоть до праджня-парамитских сутр. Включает учения Малой и Великой колесницы и предназначается для шраваков, пратьекабудд и бодхисаттв. В связи с чрезвычайной глубиной и сложностью учений коренного поворота, Будда давал «разбавленные учения» отвечающие способностям существ («производные учения»), таким образом были даны учения трех колесниц.
3. Итоговый поворот: третья фаза — период Лотосовой сутры. В этот период существа уже были готовы воспринять учения Единой колесницы будд (экаяна). В этом повороте Будда свёл производные учения трех колесниц обратно к Единой колеснице.